# Arqueta de Leyre

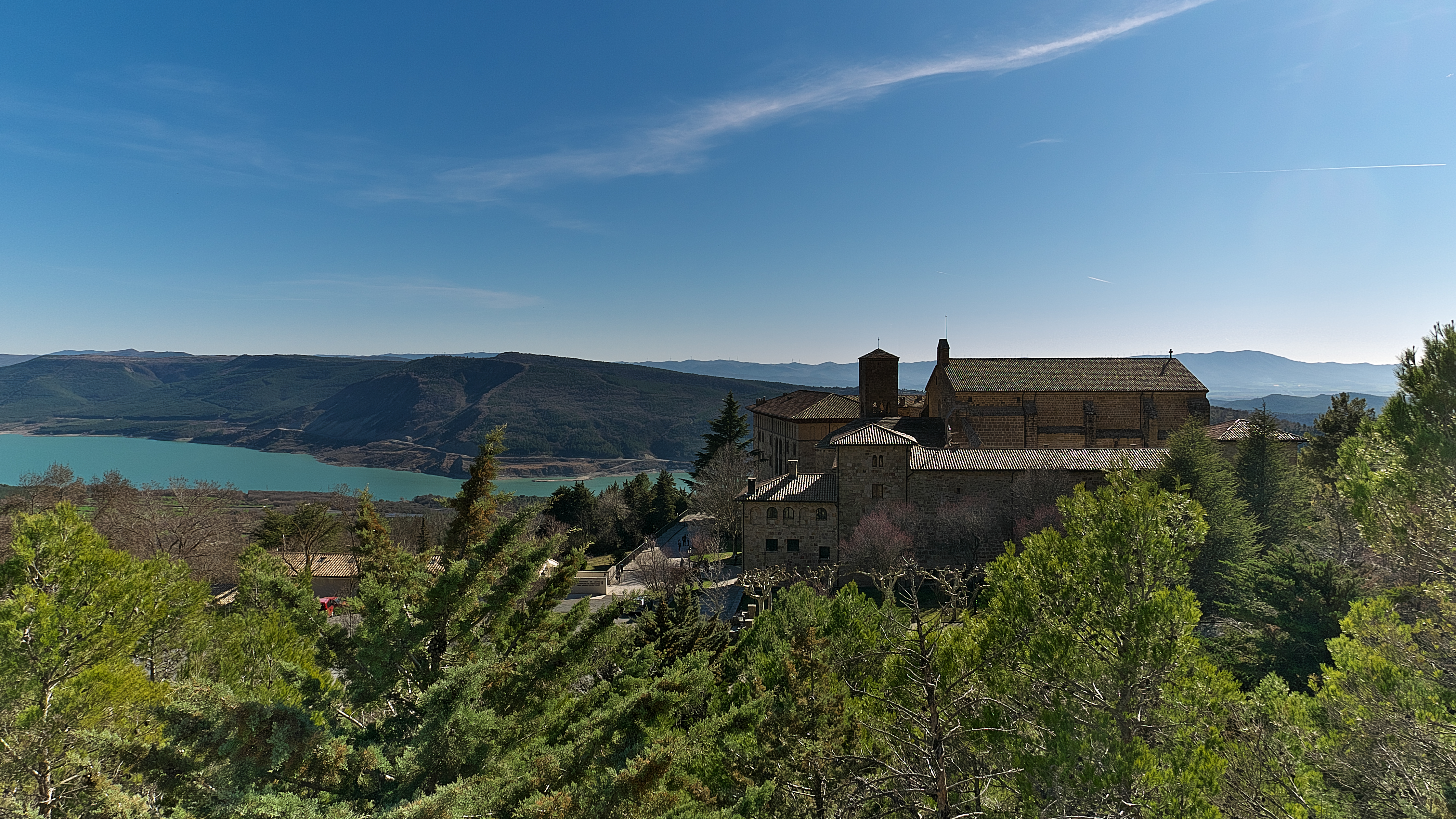
Panorámica del monasterio de Leyre

Mapa con el territorio perteneciente al Califato de Córdoba en el año 1000.

La arqueta de Leyre, también llamada arqueta del monasterio de Leyre, está considerada una de las joyas del arte islámico y de los marfiles hispanomusulmanes, es una pequeña arca o arqueta de marfil de elefante, que data de la época del Califato Omeya en la península ibérica, territorio llamado Al-Ándalus.

## Historia
Fue tallada en el Califato de Córdoba, por el artista Faray, en el año 1004 d. C., y destaca por su increíble detalle y finura en la ejecución (Nota: la Arqueta de Leyre no es un píxide, así llamado un tipo de recipiente cilíndrico como, por ejemplo, el Bote de Zamora).
Contiene inscripciones que indican que fue un regalo a Abd al-Malik al-Muzaffar (975 - 1008), jefe político y militar de al-Ándalus (1002 -1008), durante el califato de Hisam II, más conocido por ser el hijo de Almanzor, militar y político andalusí, caudillo del Califato de Córdoba y valido de Hisham II.

## Conservación
La pieza se exhibe en el Museo de Navarra en Pamplona, aunque anteriormente perteneció al monasterio de Leyre, a la iglesia de Santa María la Real en Sangüesa y al Tesoro de la catedral de Pamplona.

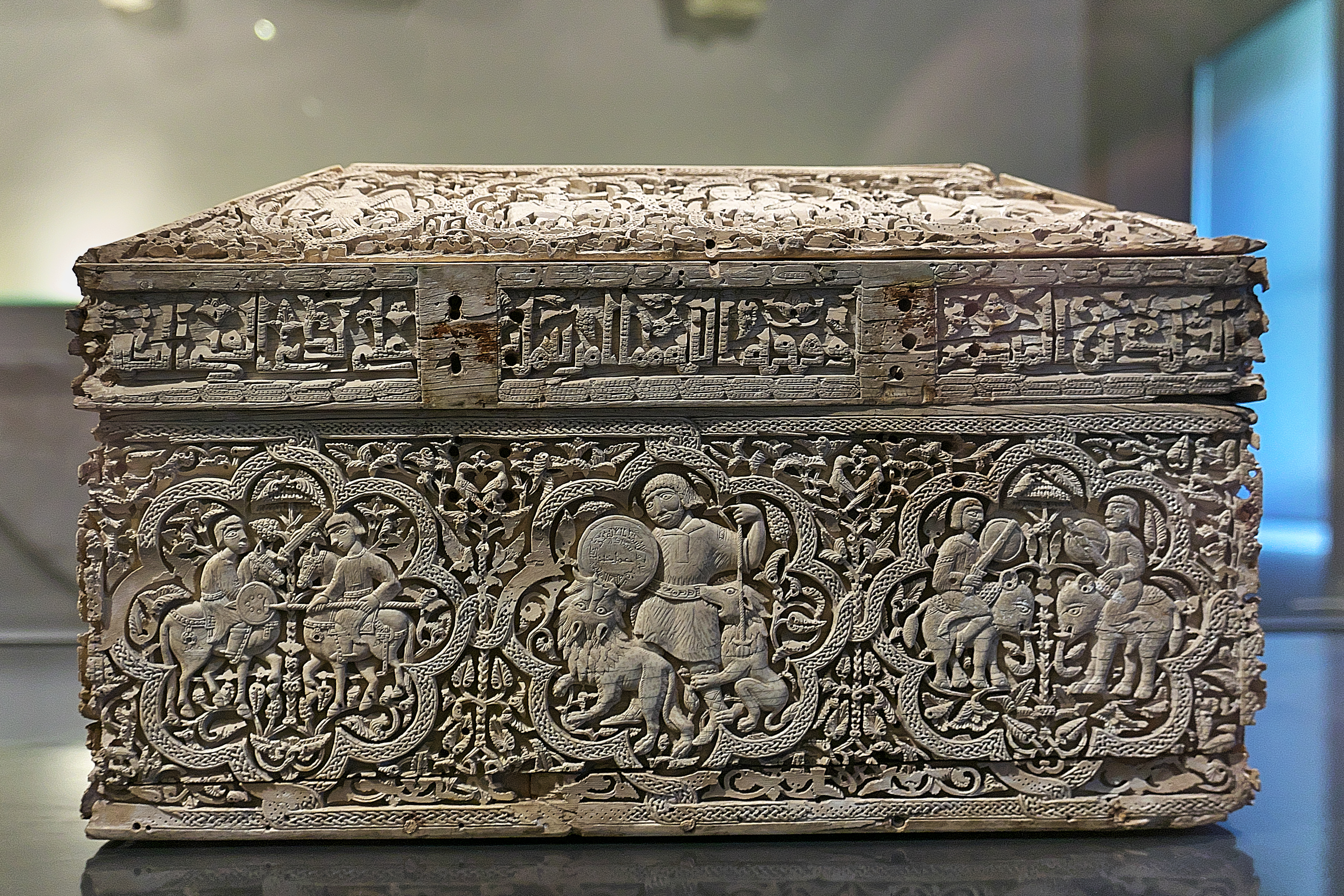
Tres medallones cuidadosamente tallados en marfil por Jair, del taller de Faray. Luchas a caballo y elefantes de guerreros. En el centro, un cazador se enfrenta a dos leones.

## Características
- Forma: rectangular con la tapa con forma de pirámide truncada.
- Material: marfil de elefante y plata.
- Medidas:  23,6 x 38,4 x 23,7 centímetros
- Inscripciones con tallas modeladas y abultadas con atauriques, la reparación del califa Hisham II,  gacelas, águilas, leones, un unicornio y antílopes.